# Bayswater Brook
Der Bayswater Brook ist ein Wasserlauf in Oxfordshire, England. Er entsteht am südwestlichen Rand von Forest Hill und fließt in westlicher Richtung am nördlichen Stadtrand von Oxford bis zu seiner Mündung in den River Cherwell.